# 414 (szám)
A 414 (római számmal: CDXIV) egy természetes szám.

## A szám a matematikában
A tízes számrendszerbeli 414-es a kettes számrendszerben 110011110, a nyolcas számrendszerben 636, a tizenhatos számrendszerben 19E alakban írható fel.
A 414 páros szám, összetett szám, kanonikus alakban a 21 · 32 · 231 szorzattal, normálalakban a 4,14 · 102 szorzattal írható fel. Tizenkettő osztója van a természetes számok halmazán, ezek növekvő sorrendben: 1, 2, 3, 6, 9, 18, 23, 46, 69, 138, 207 és 414.
A 414 négyzete 171 396, köbe 70 957 944, négyzetgyöke 20,34699, köbgyöke 7,45304, reciproka 0,0024155. A 414 egység sugarú kör kerülete 2601,23872 egység, területe 538 456,41445 területegység; a 414 egység sugarú gömb térfogata 297 227 940,8 térfogategység.